# 루벤 갈반
루벤 갈반(스페인어: Rubén Galván, 1952년 4월 7일~2018년 3월 14일)은 은퇴한 아르헨티나 출신의 축구 선수이다. 포지션은 미드필더였다. 1978년 FIFA 월드컵 우승 멤버이기도 하다.
갈반은 대부분의 경력을 인데펜디엔테에서 보냈다. 그는 1971년 팀에 입단해 231경기에 나와 14골을 넣었다. 그는 그곳에서 4번의 코파 리베르타도레스 우승, 2번의 나시오날 챔피언십 우승, 1번의 인터콘티넨털컵 우승과 1번의 월드컵 우승을 했다.
그는 1980년 에스투디안테스 라 플라타로 이적했으나 27세의 나이로 은퇴했다.